# Valérie Sajdik
Valérie Sajdik (Vienna, 2 aprile 1978) è una cantante austriaca.

## Biografia
Valérie Sajdik ha vinto il suo primo Amadeus Austrian Music Award nel 2008, riconoscimento vinto per il brano Mädchen. L'album in studio d'esordio Picknick si è fermato al 24º posto delle Ö3 Austria Top 40, mentre Ich bin du bist si è posizionato al 13º posto. Regen, invece, è stato il suo primo singolo a entrare la top ten della hit parade nazionale.

## Discografia

### Album in studio
- 2007 – Picknick
- 2010 – Ich bin du bist

### Singoli
- 2007 – Regen